# صاروخ تجارب

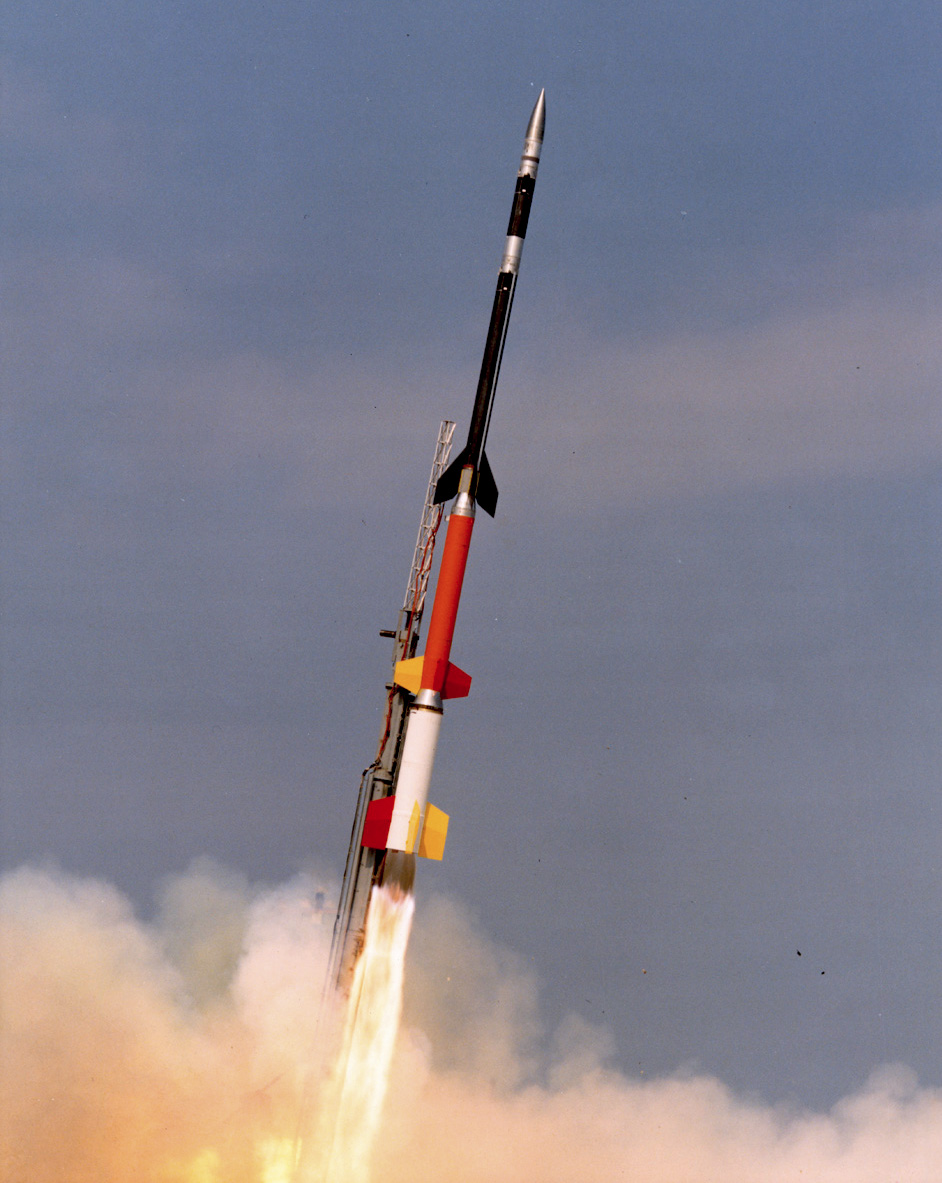
صاروخ تجارب من نوع بلاك برانت يحمل أجهزة علمية.

صاروخ تجارب (بالإنجليزية: Sounding rocket أو Research rocket) هو صاروخ يستخدم لإجراء الأبحاث العلمية. يحمل الصاروخ الأجهزة العلمية الخاصة بدراسة متعلقة بطبقات الجو العليا ويطلق في مسار لا يصل به إلى مدار حول الأرض. مثال على ذلك قياس الأشعة الكونية في طبقات الجو العليا. 

## استخداماته
تستخدم صواريخ التجارب عادة لأخذ القياسات العلمية في طبقات الجو العليا خيث تعبر نحو 50 كيلومتر إلى 1500 كيلومتر. ختار الارتفاع ليكون بين ما يمكن أن تصل إليه البالونات التي تحمل أجهزة علمي (ارتفاع 45 كيلومتر ] وبين أقل اريفاع يمكن أن تصل إليه الأقمار الصناعية وهو ارتفاع 120 كيلومتر.
كما يمكن لصواريخ التجارب من نوع Black Brant X و XII الوصول إلى أقصى ارتفاع عن الأرص بين 1000 و 1500 كيلومتر وهو أكبر أرتفاع لهذا النوع. وكثيرا ما تستخدم صواريخ التجارب محركات صاروخية صنعت للأغراص العسكرية.
كما تستخدم ناسا كثيرا صاروخ من نوع Terrier Mk 70 يستطيع حمل نحو 450 كيلوجرام من الأجهزة العلمية، ويصل ارتفاعه بين 100 كبلومتر و 200 كيلومتر.